# Преображенская серия
Преображенская серия портретов т. н. «шутов» — знаменитый цикл портретов соратников императора Петра I по «Всепьянейшему собору Всешутейшего князь-папы», характеризующийся необычной, иронично-сатирической трактовкой моделей.
Все портреты серии написаны или одним художником, или же вышли из одной живописной мастерской. Представляют собой редкий пример русской портретной живописи XVII века и одно из самых примечательных явлений в развитии портретного творчества петровского времени.

## Название
Название «Преображенская серия» закрепилось после того, как была найдена опись подмосковного Преображенского дворца, составленная в 1739 году по личному указанию императрицы Анны Иоанновны. В ней были упомянуты «бояре висячие», которые во времена Петра I составляли портретную галерею, размещавшуюся в ассамблейной зале дворца вперемешку с гравюрами и ландкартами.

Из описи: «Персона князь Фёдора Юрьевича Ромодановского, персона Никиты Моисеевича Зотова, персона Ивана Ивановича Буторлина, персона иноземца Выменки, персона султана турецкого, другая персона жены ево, персона Матвея Филимоновича Нарышкина, персона Андрея Бесящего, персона Якова Фёдоровича Тургенева, персона дурака Тимохи, персона Семёна Тургенева, персона Афанасия Иполитовича Протасова…»

Имущество из нежилого дворца со временем перекочевало в Петербург. Также остатки имущества и само здание были проданы в 1800 году с торгов на слом и на вывоз, некоторое число дворцовых портретов приобрёл некто Сорокин, внук которого впоследствии передал их известному историку М. П. Погодину.
До сталинского времени портреты находились в Гатчинском дворце. Считается, что Екатерина II подарила их первому владельцу дворца, Григорию Орлову. В советское время портреты были разделены между Русским музеем и Третьяковской галереей. Например, портрет Якова Тургенева в настоящее время находится в Петербурге, а Ивана Щепотева — в Москве.

## История создания
Портреты представляют собой изображения участников «Всепьянейшего собора Всешутейшего князь-папы» — своеобразного ордена буйных петровских развлечений, с которым царь кутил и праздновал свои победы с 1690-х годов почти до конца жизни. Члены «собора» — представители знатных фамилий участвовали в маскарадных шествиях, шутовских праздниках.
Портреты были заказаны Петром I для своего нового Преображенского дворца, построенного в 1692 году, и изображают наиболее близких и интересных Петру персонажей. Создание серии относят к 1692—1700 годам, а авторство — к неизвестным русским мастерам Оружейной палаты.
Большую часть портретов, согласно одной из версий, выполнил Иван Одольский (также «Адольский», имя которого находят в документе 1725 года), имена других художников неизвестны. Документы свидетельствуют, что изначально серия включала больше портретов, но они не сохранились.
Портреты, как уточнила Гаврилова, создавались на протяжении 1690-х годов (между 1692—1700 гг.); «серия продолжала и в дальнейшем пополняться, причем круг портретируемых включал в себя не только участников собора, но и других лиц из окружения Петра I». Некоторые портреты, изображающие бородатых людей, явно созданы до 26-30 августа 1698 года, когда вернувшийся из-за границы царь начал брить бороды.

### Модели
До 1698 года:
1. «Патриарх Милака» — Матвей Филимонович Нарышкин  (не позже 1693) (ГРМ) — двоюродный дядя царицы Натальи Кирилловны Нарышкиной. Первый «патриарх» Шутейшего Собора;
2. Андрей Бесящий — Андрей Матвеевич Апраксин (1690-е, ГРМ) — брат царицы Марфы Матвеевны, участник Шутейшего собора, его «кардинал». На нем черная ряса и мантия с голубым шелковым воротником и капюшоном на узорной подкладке;
3. Яков Тургенев (до 1694/1695, ГРМ) — «знатный старый воин и киевский полковник», отличившийся под Кожуховым и в 1-м Азовском походе, и впоследствии умерший вскоре после жестокой забавы Всешутейшего собора. В руках у него жезл военачальника, имевший применение в «потешных» частях[7].

После 1698 года:
1. Стольник Иван А. Щепотьев. (ГТГ);
2. Стольник Фёдор И. Веригин (ГРМ);
3. Князь Н. М. Жировой-Засекин (ГРМ).

После «Указа о брадобритии» (16 января 1705):
1. Алексей Васильков (?) (рубеж XVII—XVIII вв.) (ГРМ). В течение 47 лет служил подьячим, а затем, когда ему было за 60, был назначен дьяком;
2. Алексей Никифорович Ленин с калмыком (Картина Алексея Ленина с хлопцами) (после 1698 г.) (ГРМ) — возможно, входил в Преображенскую серию. Ленин был стряпчим;
3. Портрет неизвестного в маскарадном костюме Нептуна (1720-е, ГТГ; возможно Семён Яковлевич Тургенев).

Близки к Преображенской серии:
1. 1-й Солдат Бухвостов — майор Сергей Леонтьевич Бухвостов (1700-е годы, ГРМ);
2. Портрет неизвестного в костюме потешных войск — (Гос. музей керамики и Усадьба Кусково XVIII)[8];
3. Портрет мужчины с трубкой в руке;
4. Портрет неизвестного в коричневой шубе;
5. Портрет великана Николая Буржуа (не ранее 1717, ГРМ) Портрет приписывается Г. Гзелю, возможно создан после смерти Н. Буржуа в 1924 году с посмертного изображения великана (куклы), выполненной К.-Б. Растрелли[9];
6. Портрет неизвестного в белом парике (частное собрание, Ленинград)[10] .

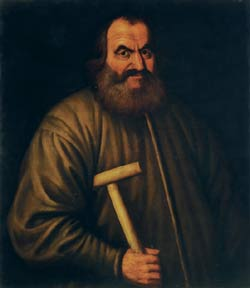
М.Ф. Нарышкин («патриарх Милака»)
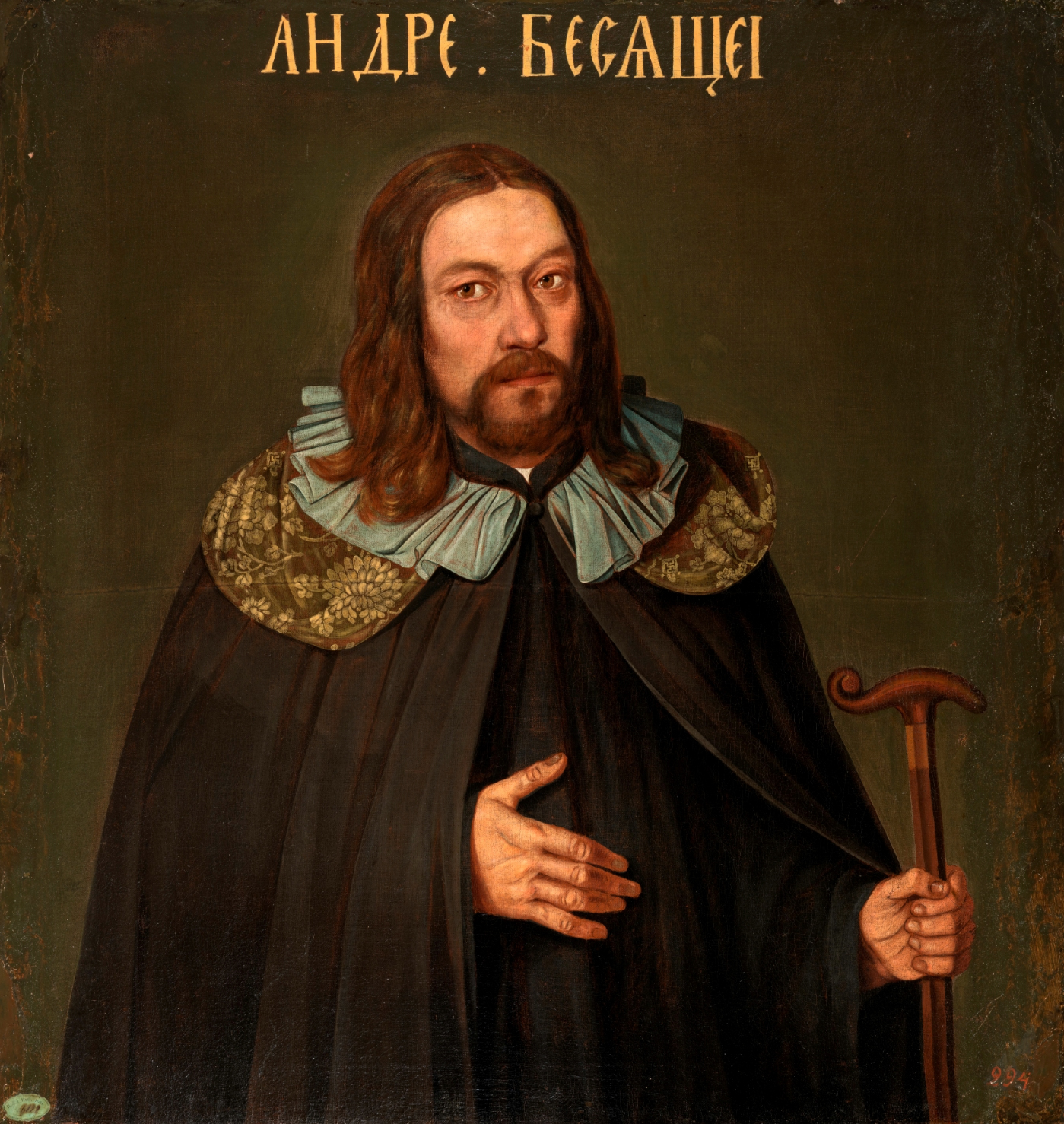
Андрей Бесящий
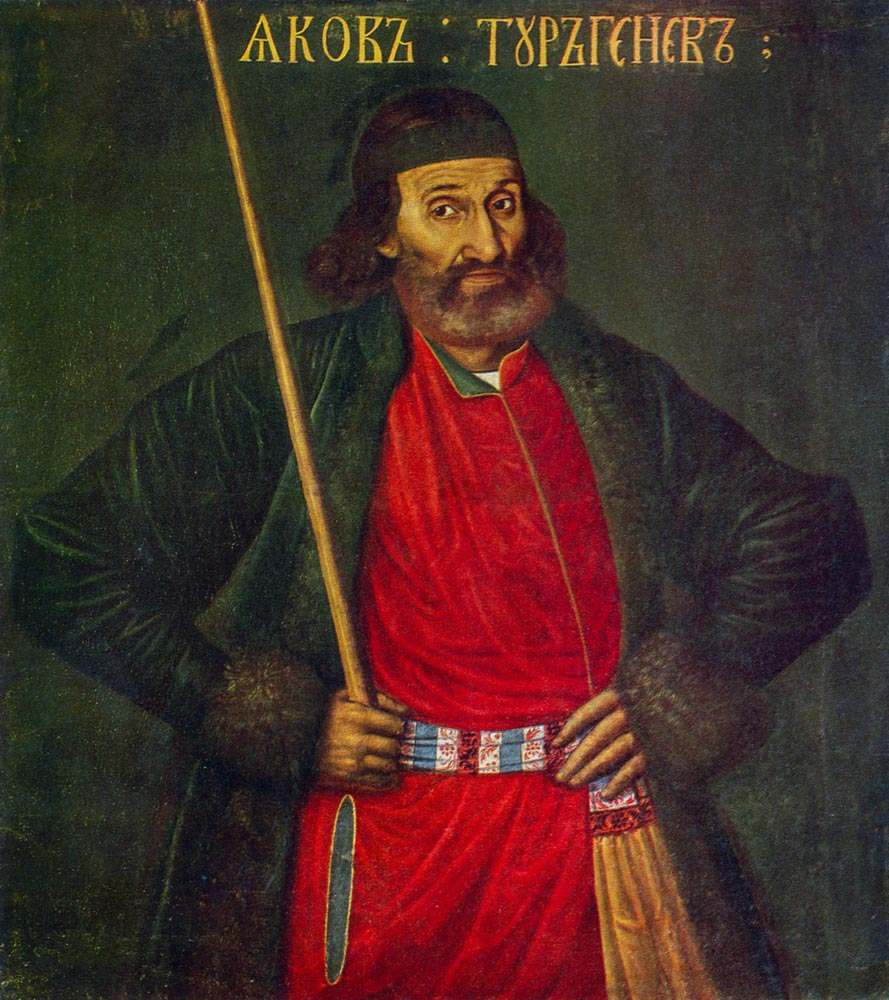
Яков Тургенев
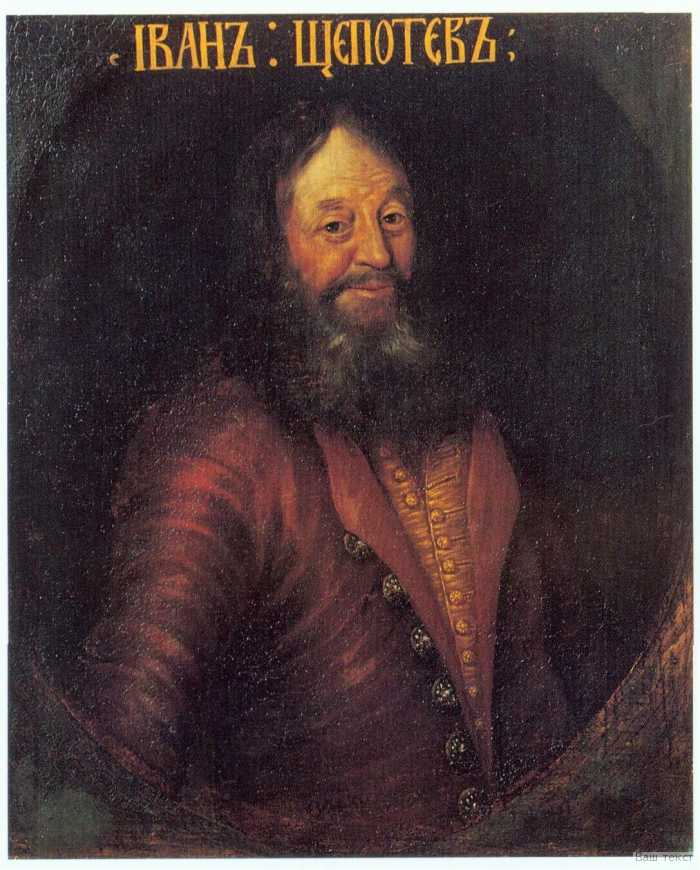
Иван Щепотьев
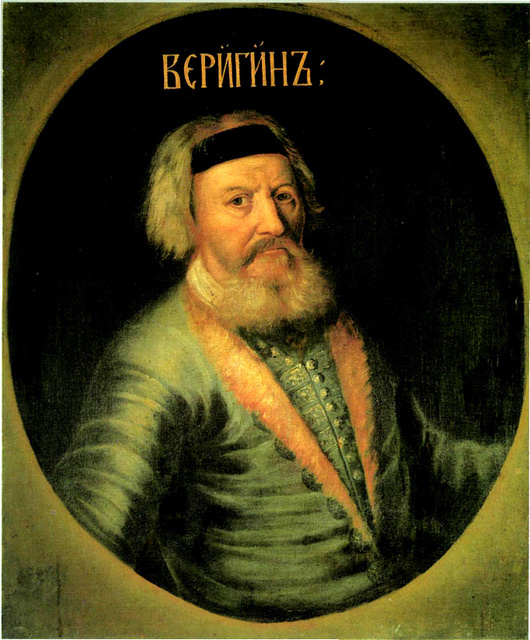
Фёдор Веригин
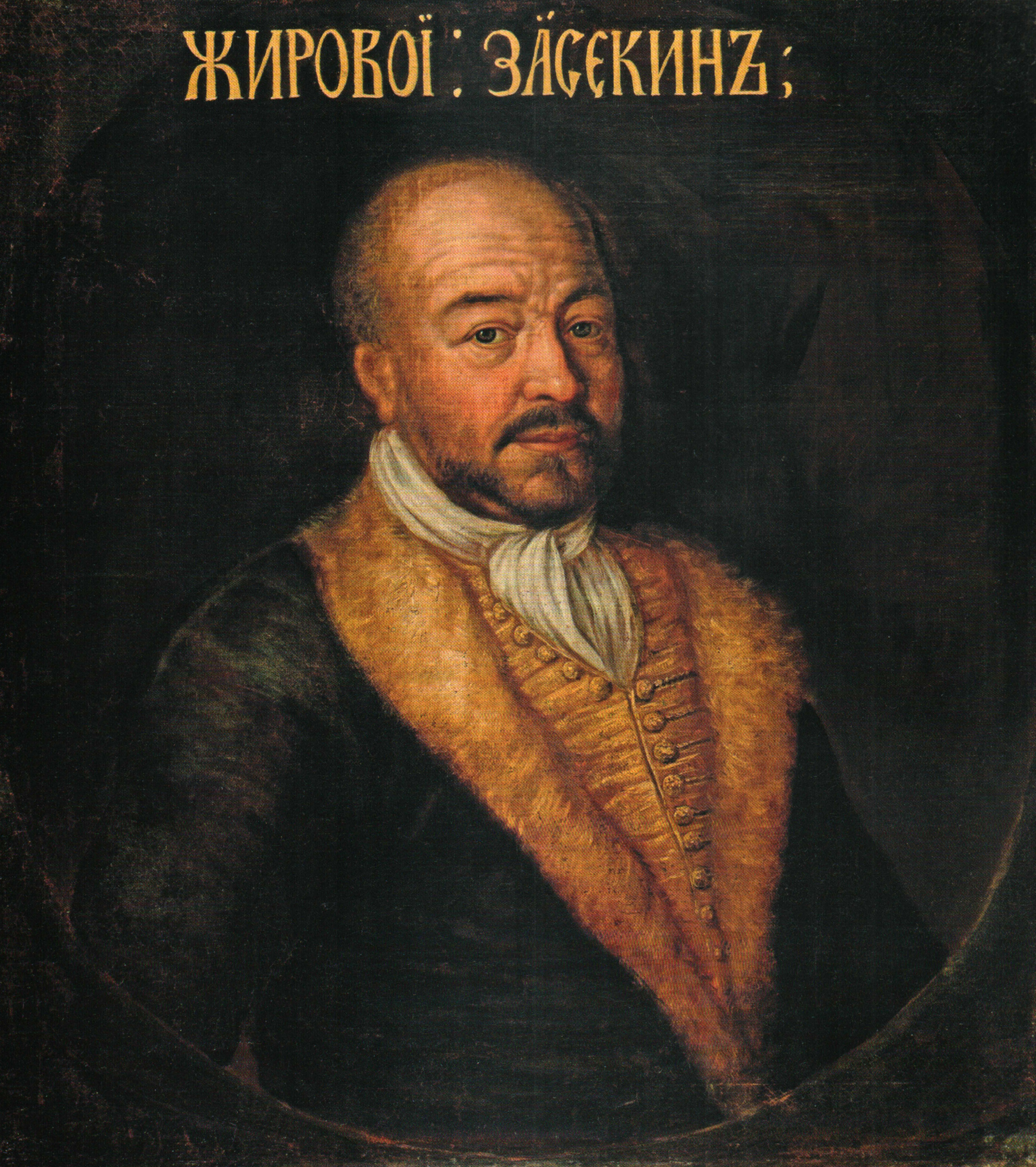
Князь Н.М. Жировой-Засекин
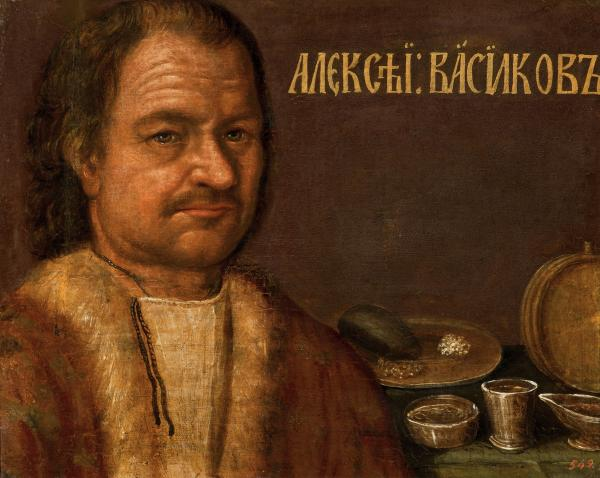
Алексей Васильков
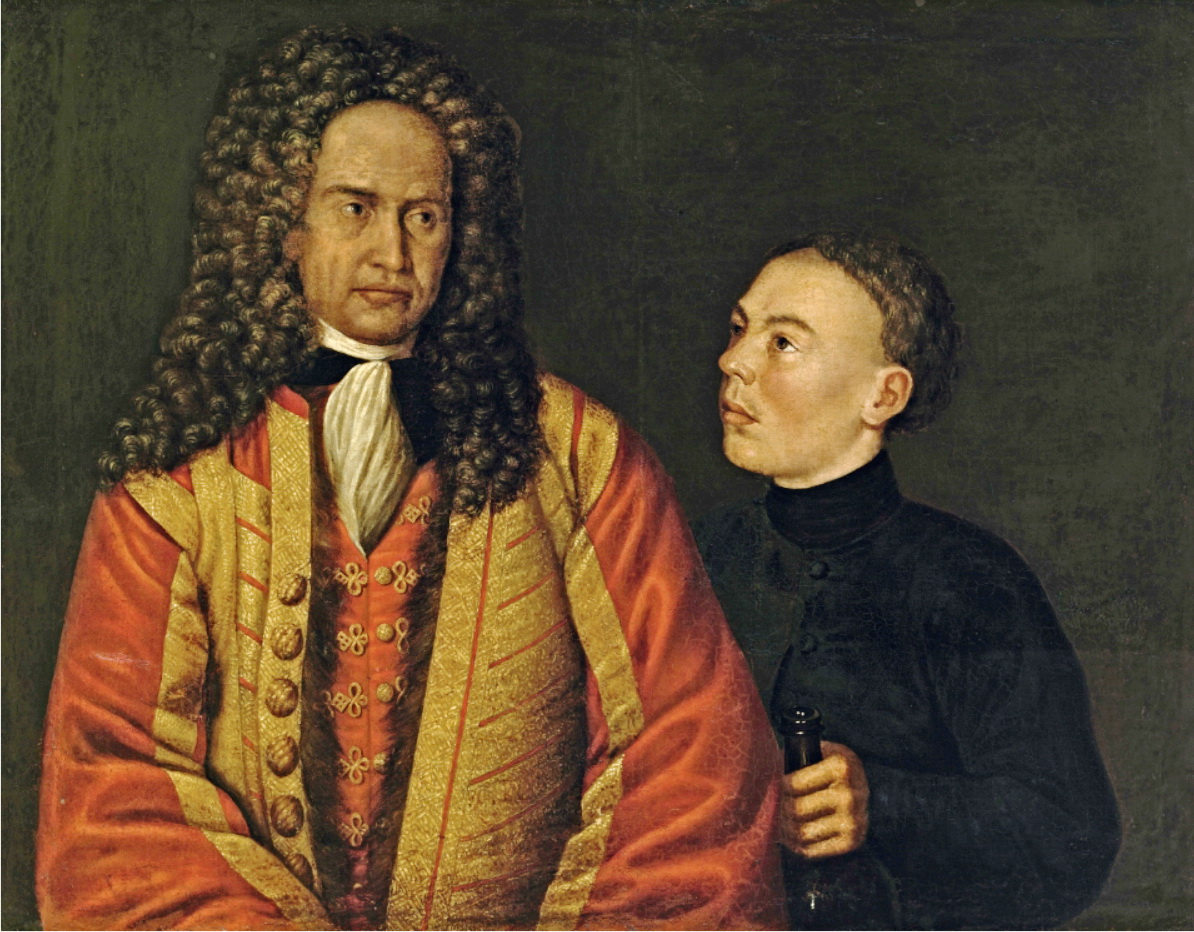
А.Н. Ленин с калмыком
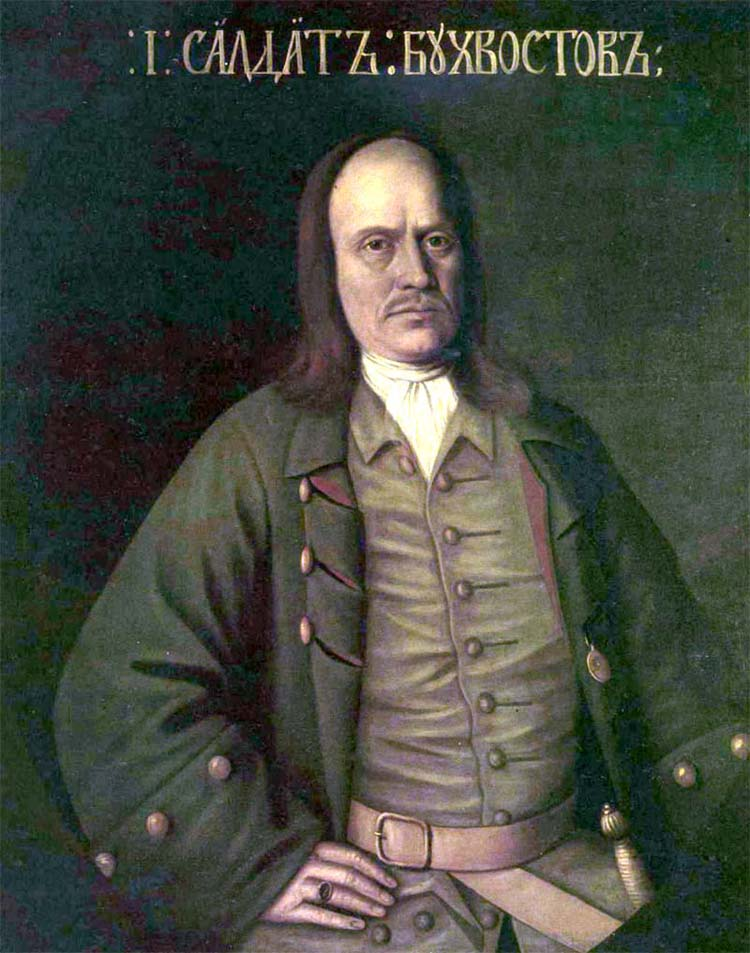
Портрет майора С.Л. Бухвостова
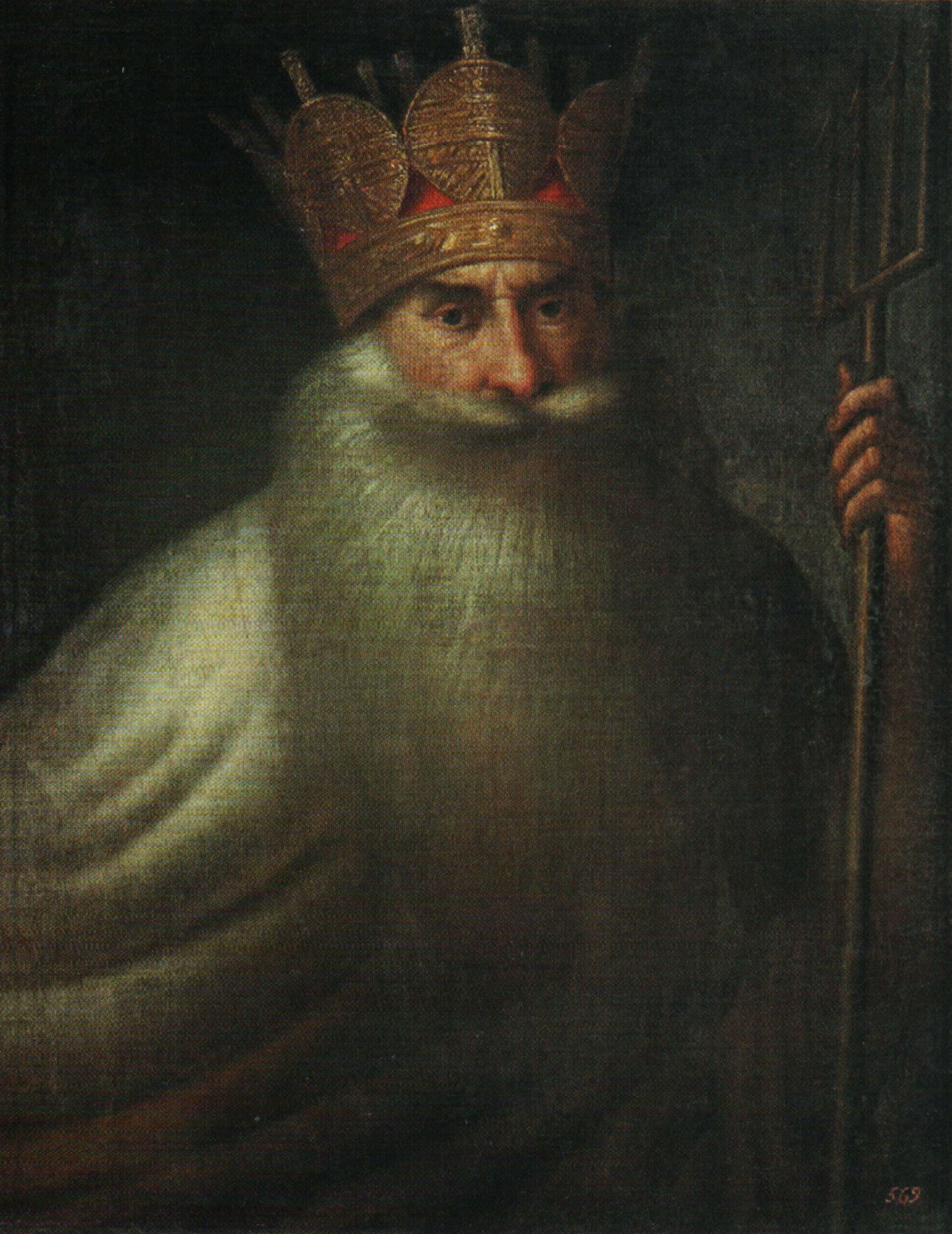
Нептун (С.Я.Тургенев?) - Возможно, входил в Преображенскую серию
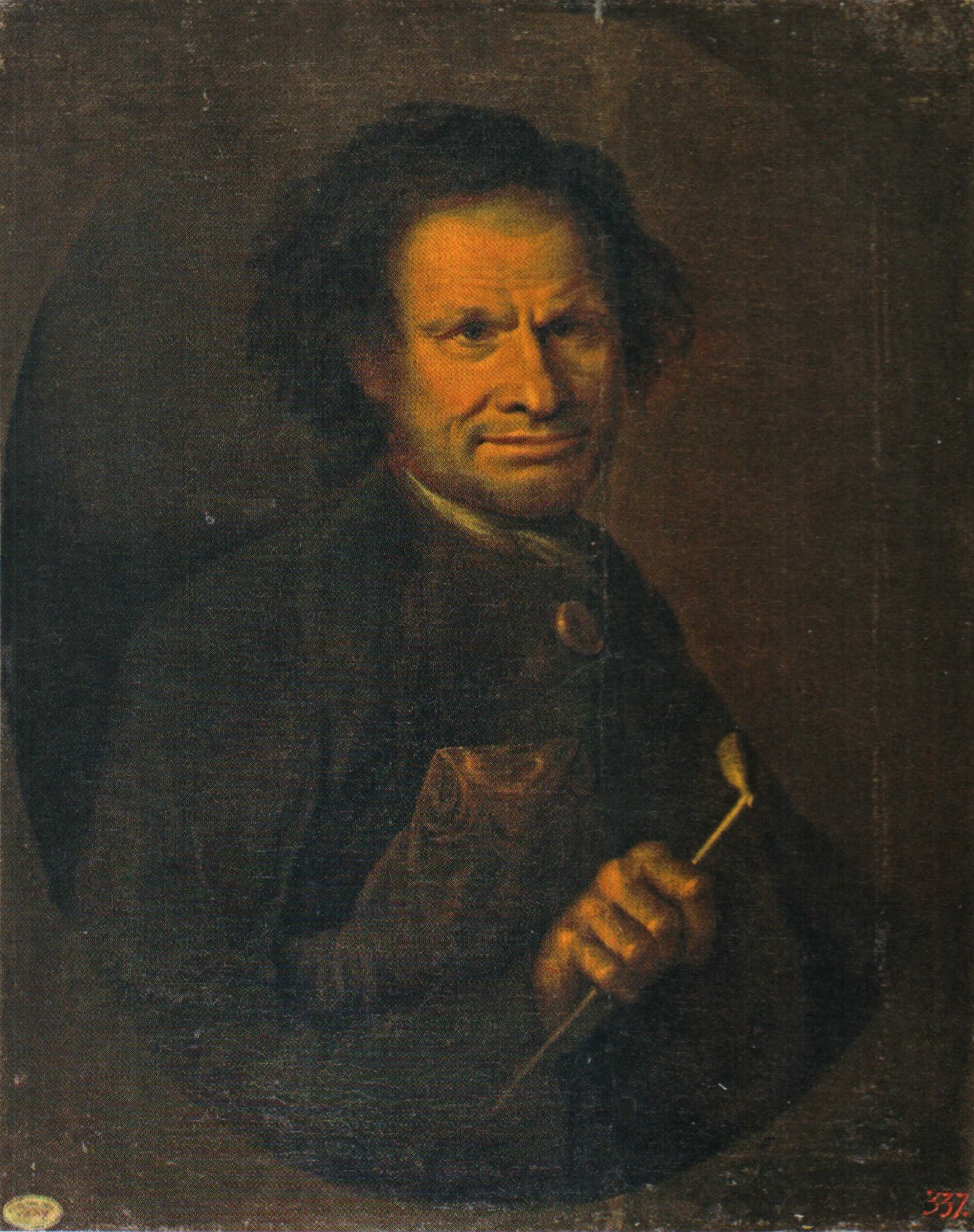
Неизвестный с трубкой
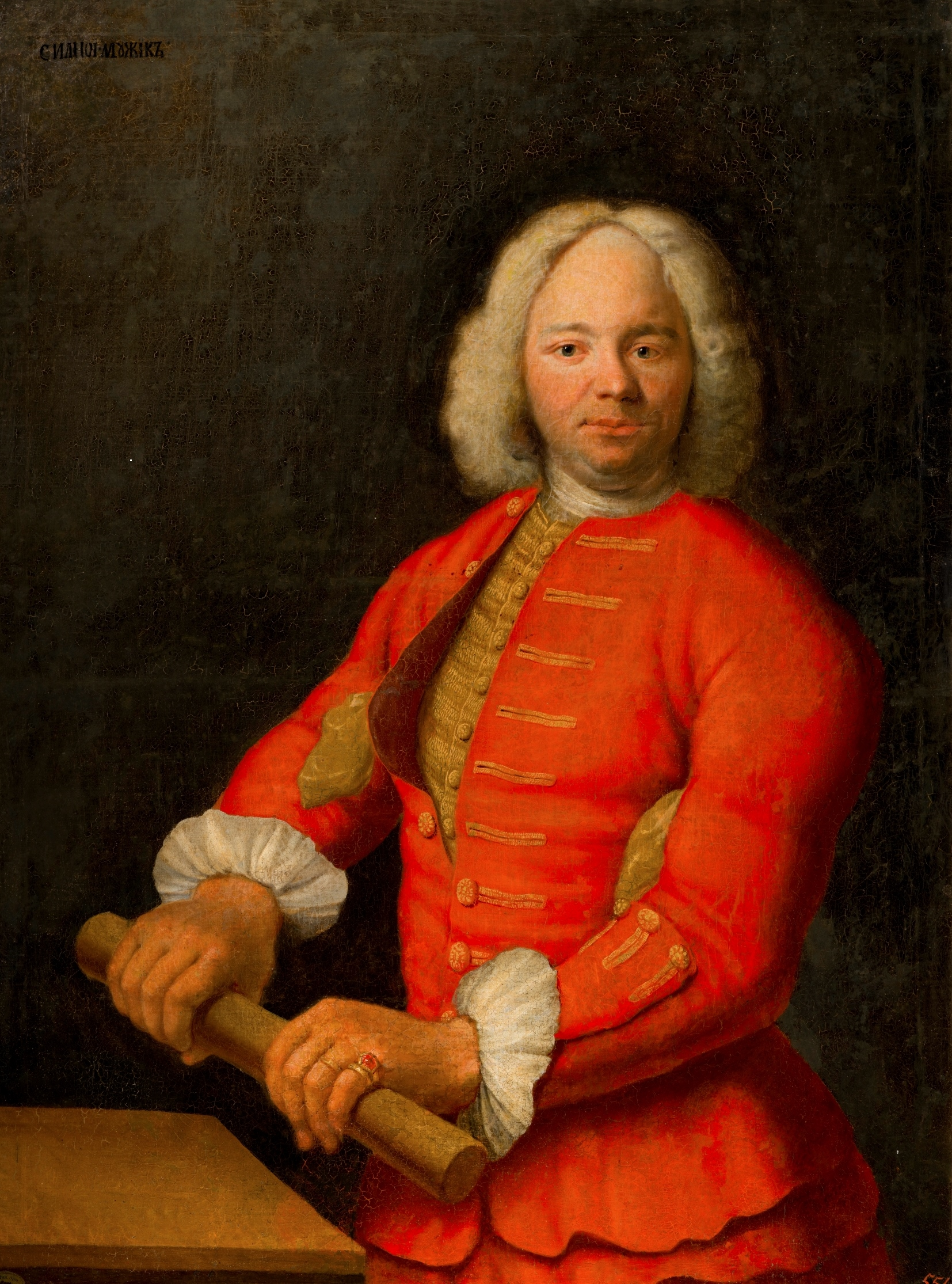
Портрет великана Николая Буржуа
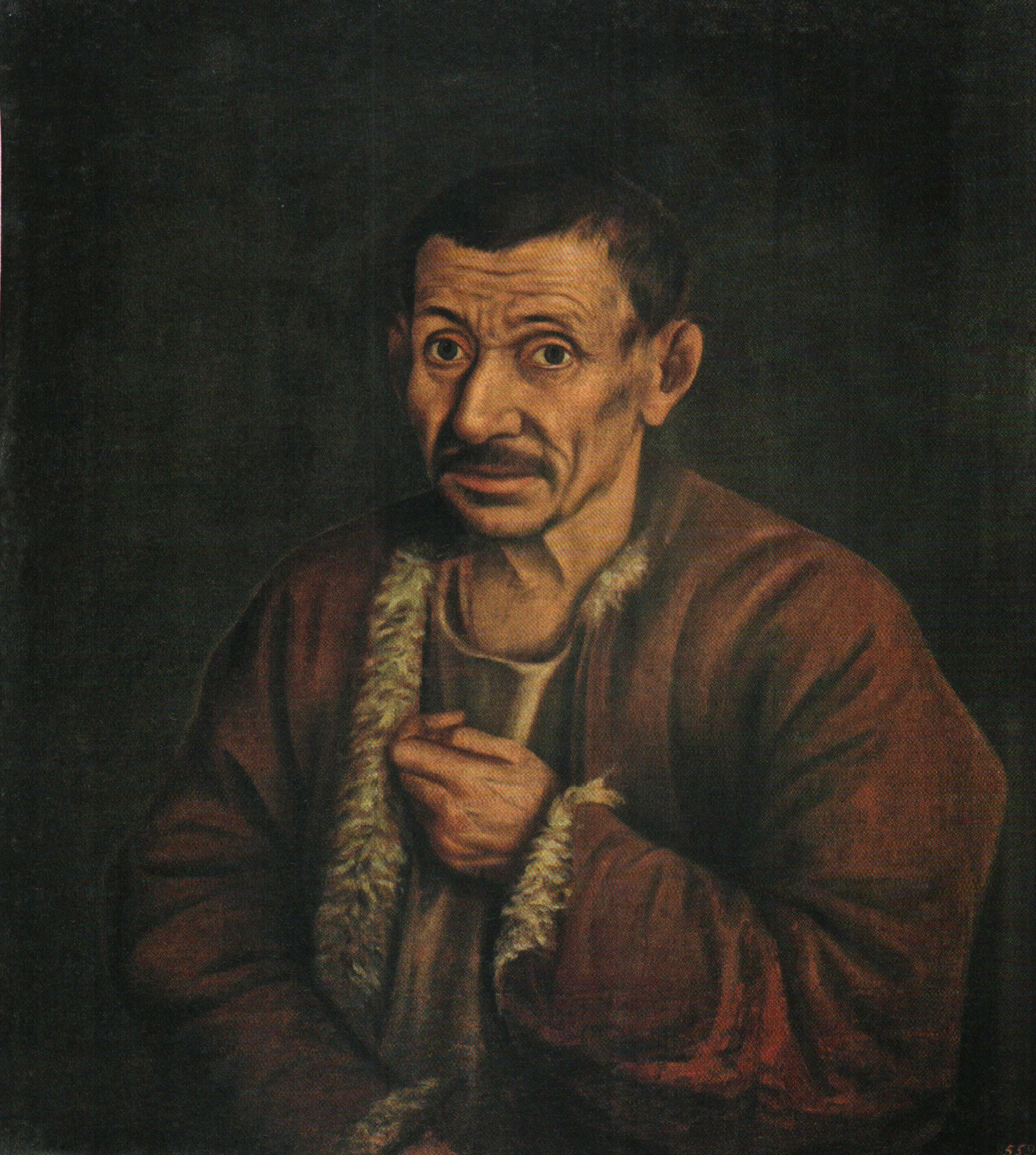
Портрет неизвестного в коричневой шубе
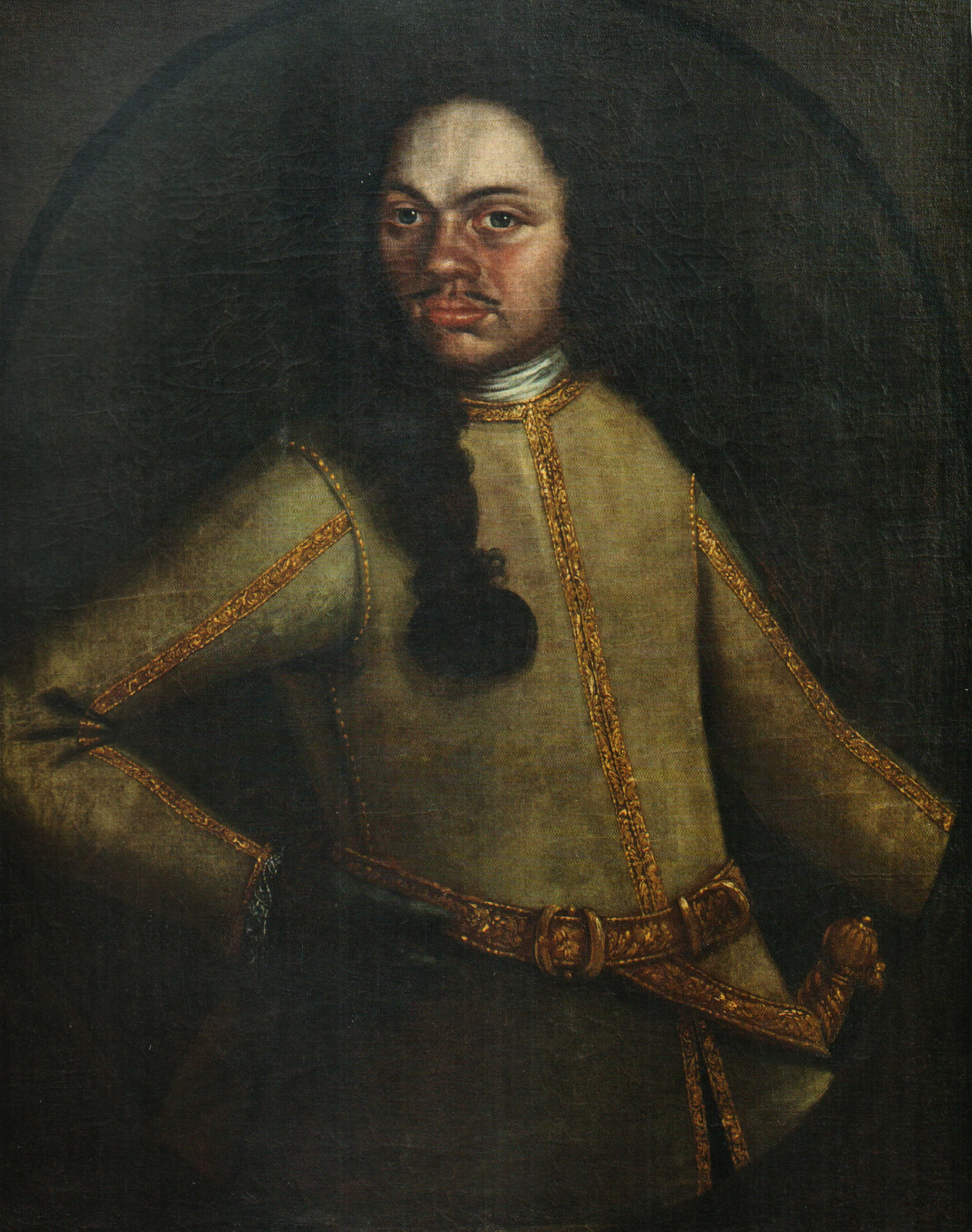
Портрет неизвестного в костюме потешных войск

### Термин «шуты»
Изображённые на портретах Преображенской серии считались шутами, однако после исследований и уточнения имён персонажей выяснилось, что на портретах изображены представители известных русских фамилий: Апраксины, Нарышкины — родственники и сподвижники Петра.
«Преображенская серия» вызывает ассоциации с западноевропейским шутовским портретом, поэтому «первое время серия так и именовалась — „шутами“. Но если в западноевропейской живописи, например, в портретах шутов кисти Веласкеса, модели представлены в своих профессиональных ролях, то в русском варианте в роли шутов выступают и представители самых знатных родов, и вовсе случайные личности, равно необходимые Петру».
При оценке «шутов» не надо забывать, что, несмотря на их гаерскую роль, на надписи-прозвища (некоторые из этих прозвищ таковы, что они, по справедливому мнению Ключевского, никогда, ни при каком цензурном уставе не появятся в печати), это всё-таки были, как правило, действительно соратники Петра, многие из них участвовали в его походах, служили в канцеляриях, принадлежали к известным в русской истории фамилиям… Это портреты не царских «шутов», но участников братства единомышленников и в разгуле и в работе, поэтому нет нужды удивляться, как иногда делают пишущие о петровском портрете, серьёзности, а иногда и драматизму лиц Якова Тургенева, Андрея Бесящего, Алексея Василькова.

## Стиль
Серия выполнена в одном из двух преобладающих стилей портрета петровской эпохи — архаическом «парсунном», которое развивает стилистику мастеров Оружейной палаты и является наиболее ярким примером этой манеры.
«В портретах дерзко высмеивается традиционный уклад жизни Древней Руси, сатирические персонажи наделены сильными эмоциями, но такой гротеск не характерен… В портретах выразились творческие искания, особенности характера, мироощущения человека на переломе Средневековья и Нового времени. Художники уже начинают думать о композиции… Необычные портреты Преображенской серии, в которых традиции иконописи, парсуны сочетались с гротескной линией западноевропейского искусства, не получили дальнейшего развития в русской портретной живописи, избравшей иной путь». «В сравнении с чистой парсуной, портреты серии отличаются большей эмоциональной и мимической раскованностью, живописностью и иным духовным зарядом. В них можно усмотреть связь с гротескной струёй в западноевропейской барочной живописи XVII века. Не случайно, именно эту группу исследователи уже не называют парсуной, а говорят лишь о традициях парсуны в конце XVII столетия».
«Композиция портретов этой серии отсылает к классическому полупарадному типу портрета, и в определённом смысле в этих полотнах пародируются классические особенности портретного жанра, прежде всего тяжеловесные интонации парсуны и пафос в представлении модели… С одной стороны, портреты „Преображенской серии“ имеют немало общего с голландскими портретами-типами жанрового и этнографического характера, распространёнными в XVII веке».
«Портреты „Преображенской серии“ демонстрируют новое отношение к личности, и в то же время многое ещё роднит их изобразительную систему с парсуной. По-прежнему отсутствует интерес к передаче глубины пространства. Фигуры неподвижны, как бы распластаны на нейтральном фоне. Цвет не разрабатывается тонально, даётся большими ровными плоскостями. В одежде подчёркивается узорочье, в колорите — декоративность». В портретах «Преображенской серии» совершался переход от парсуны к портрету. «В них особенно привлекательно внимательное, заинтересованное отношение художников к изображенным людям».